# Gasmasker

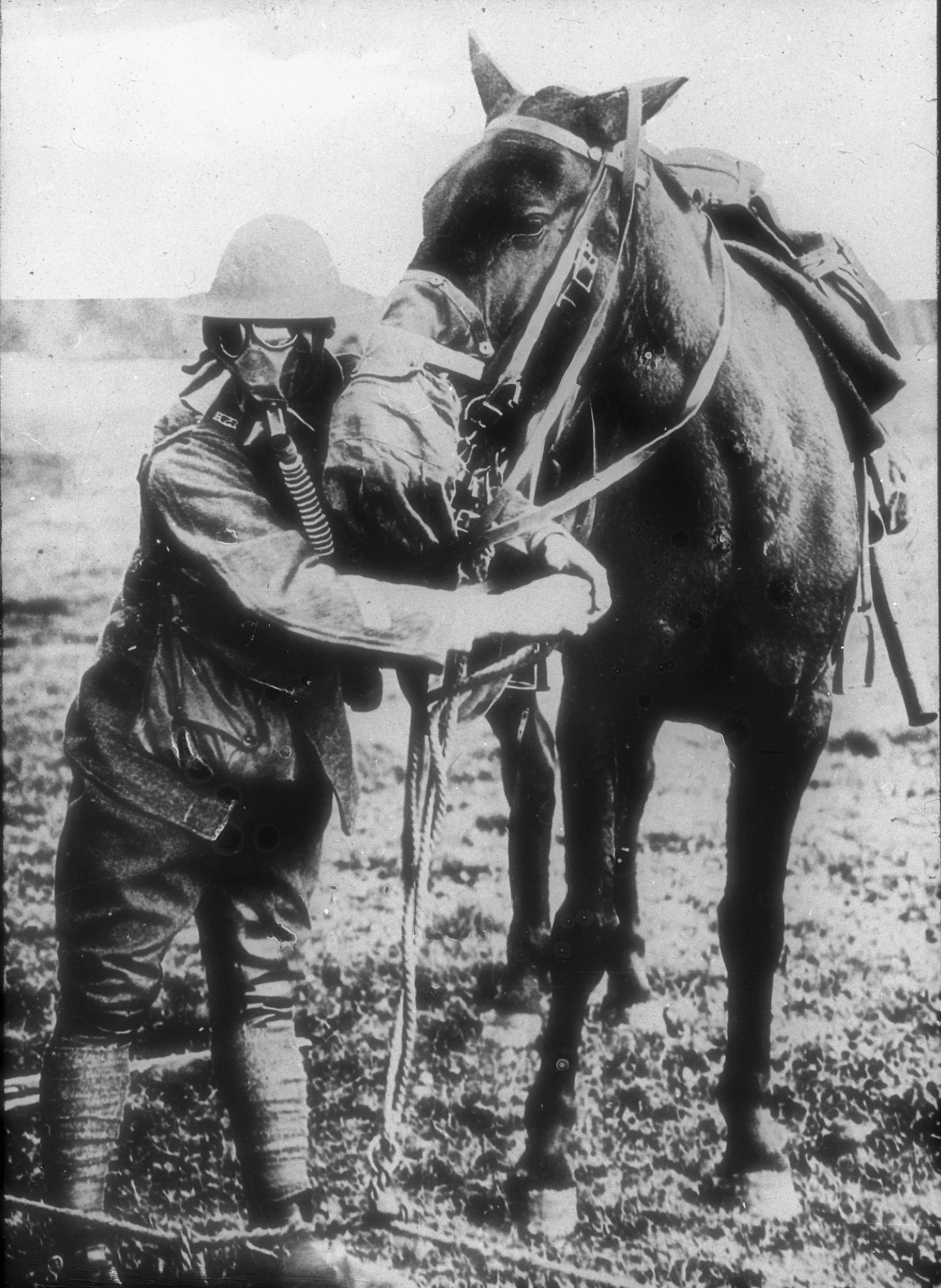
Man en paard, beschermd door gasmaskers tijdens de Eerste Wereldoorlog

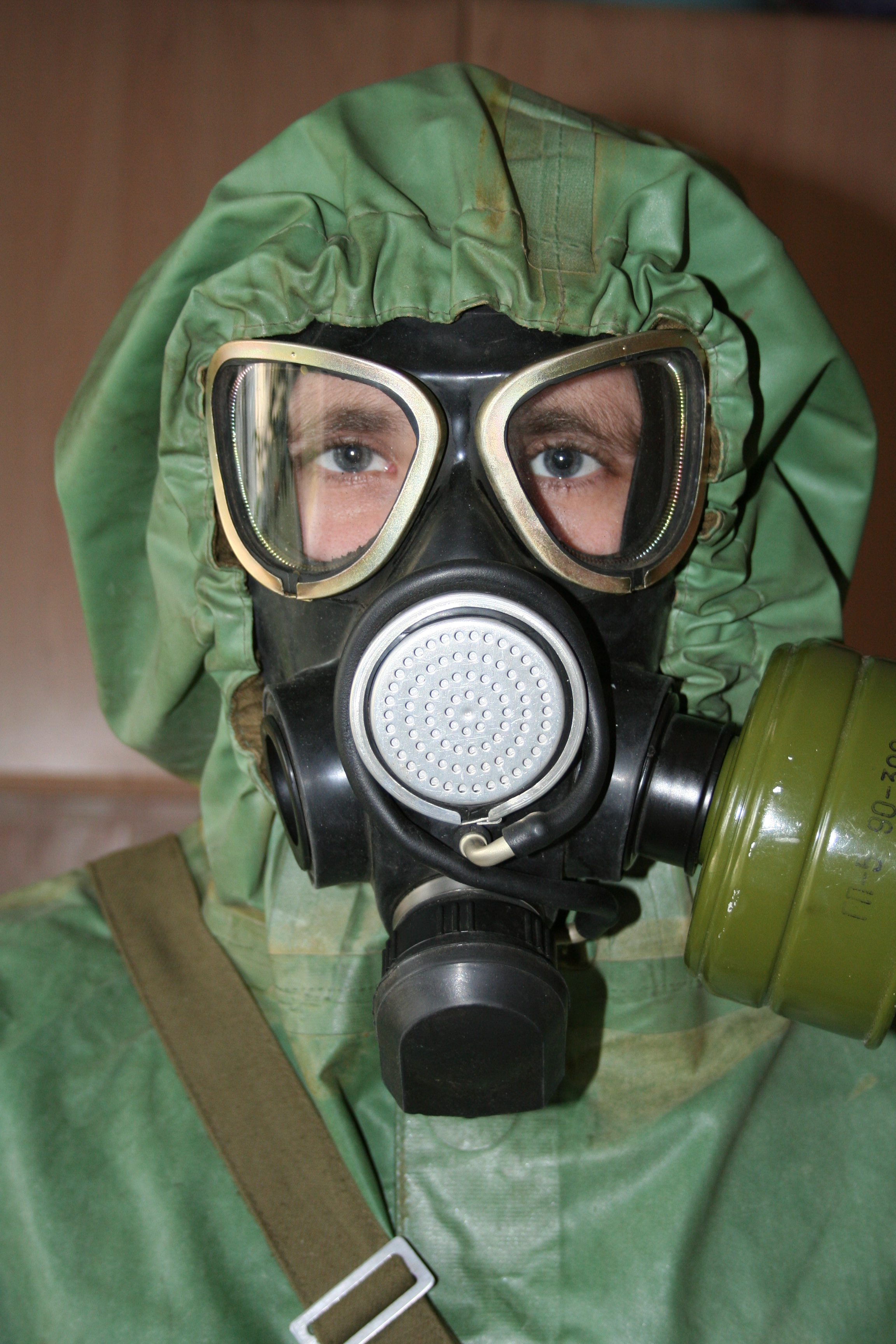
Russisch PMK-2

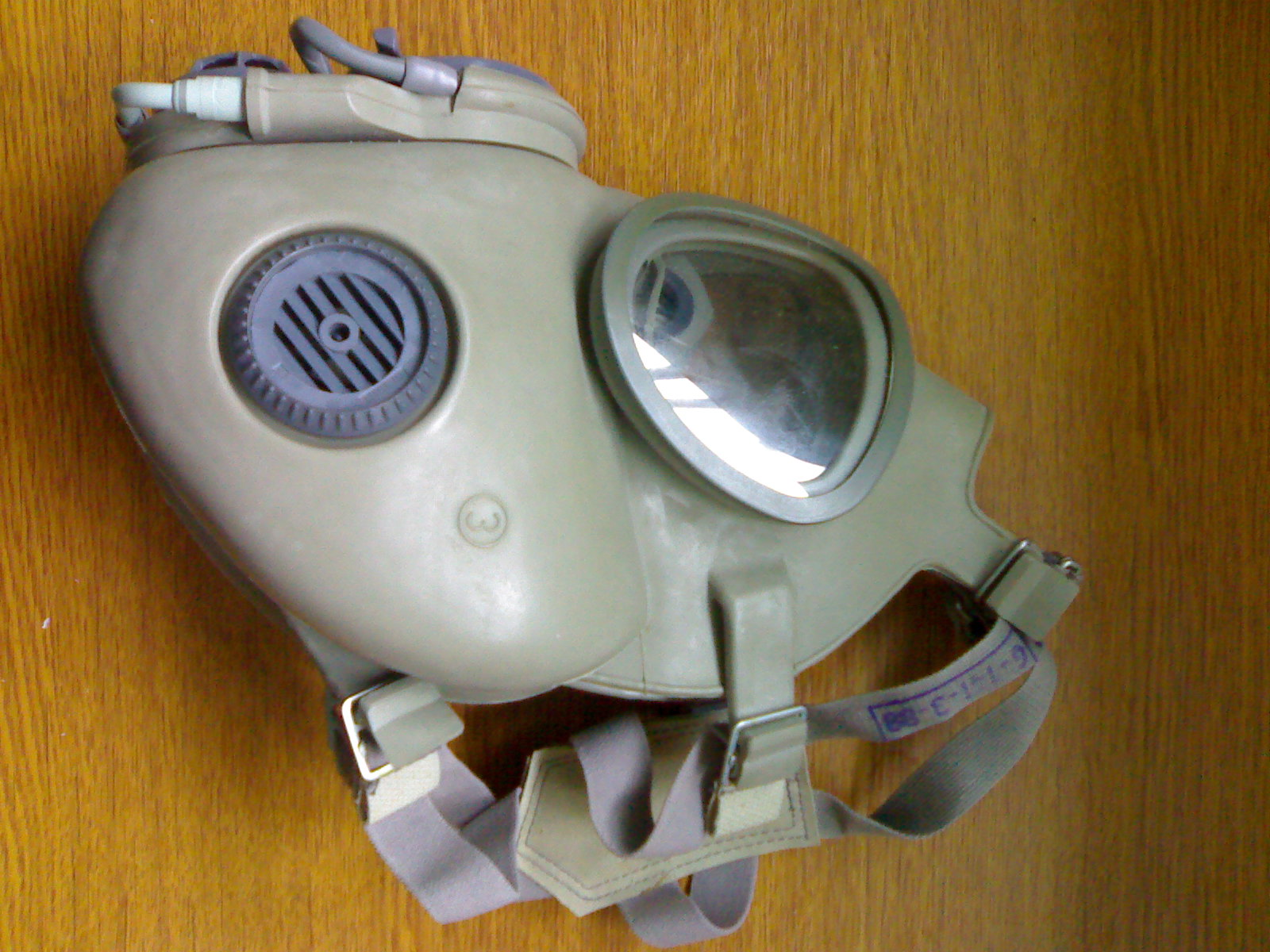
Tsjechische M10M

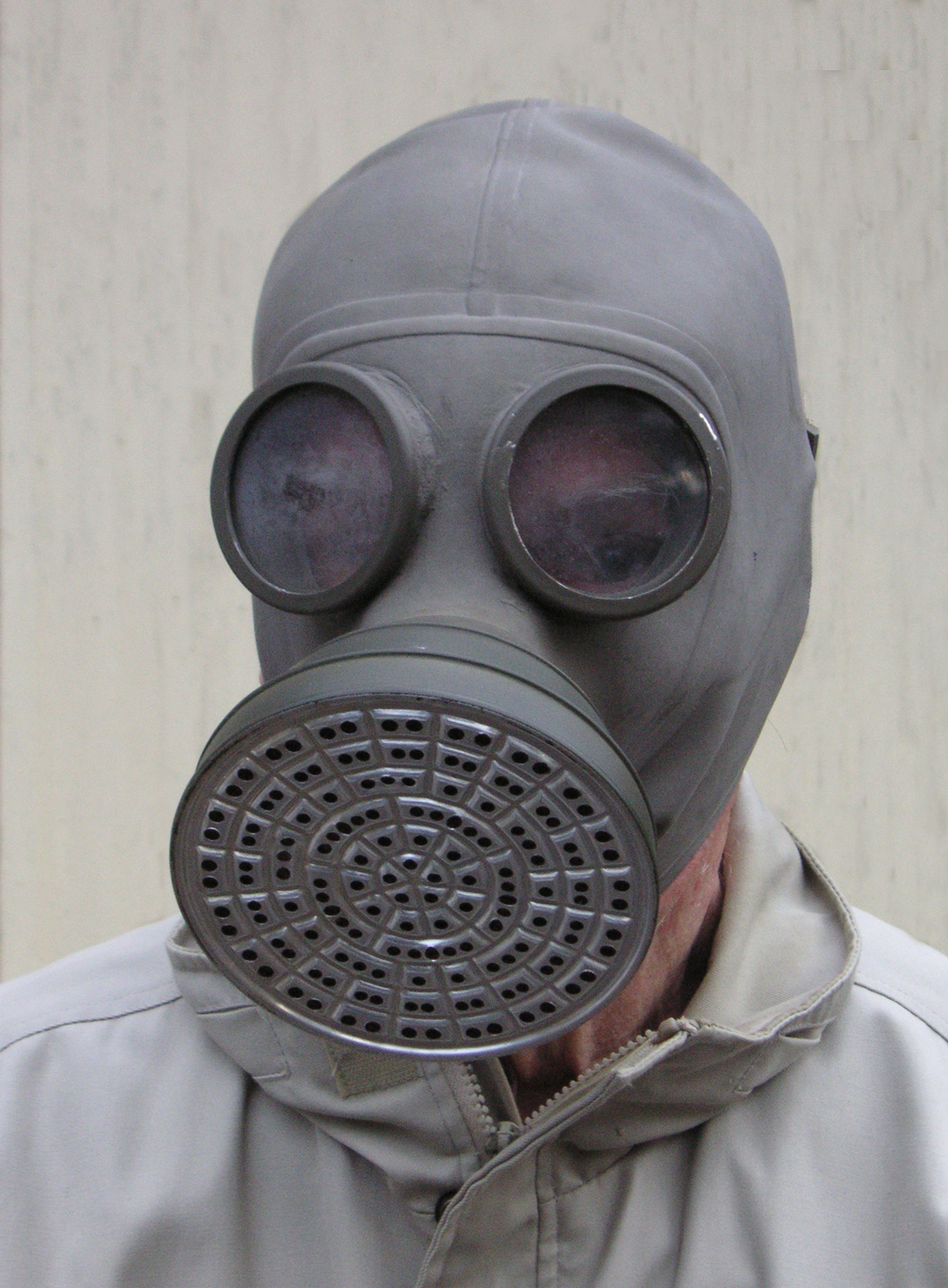
Finse M-39 Ca. 1939

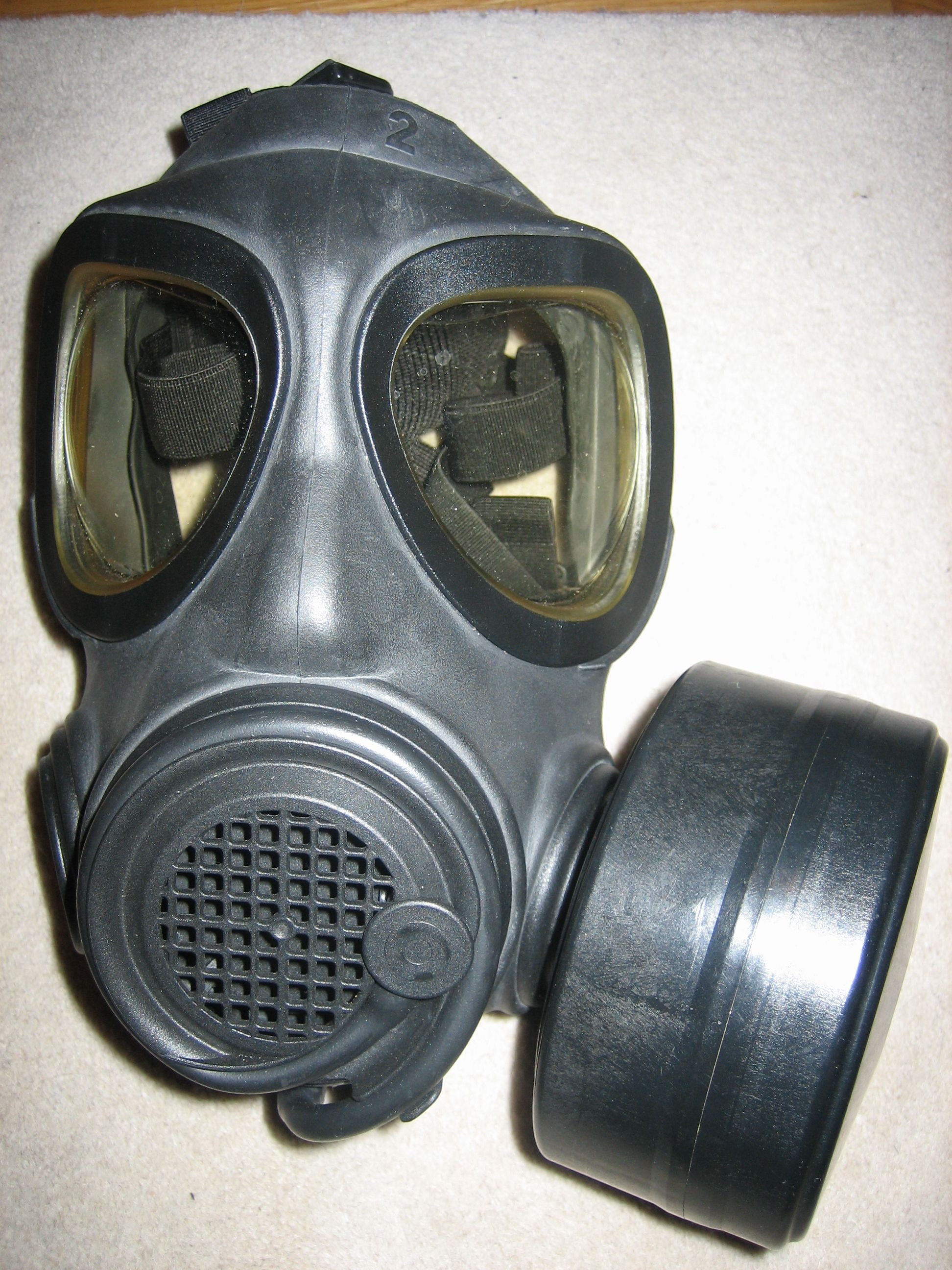
Zweedse A4

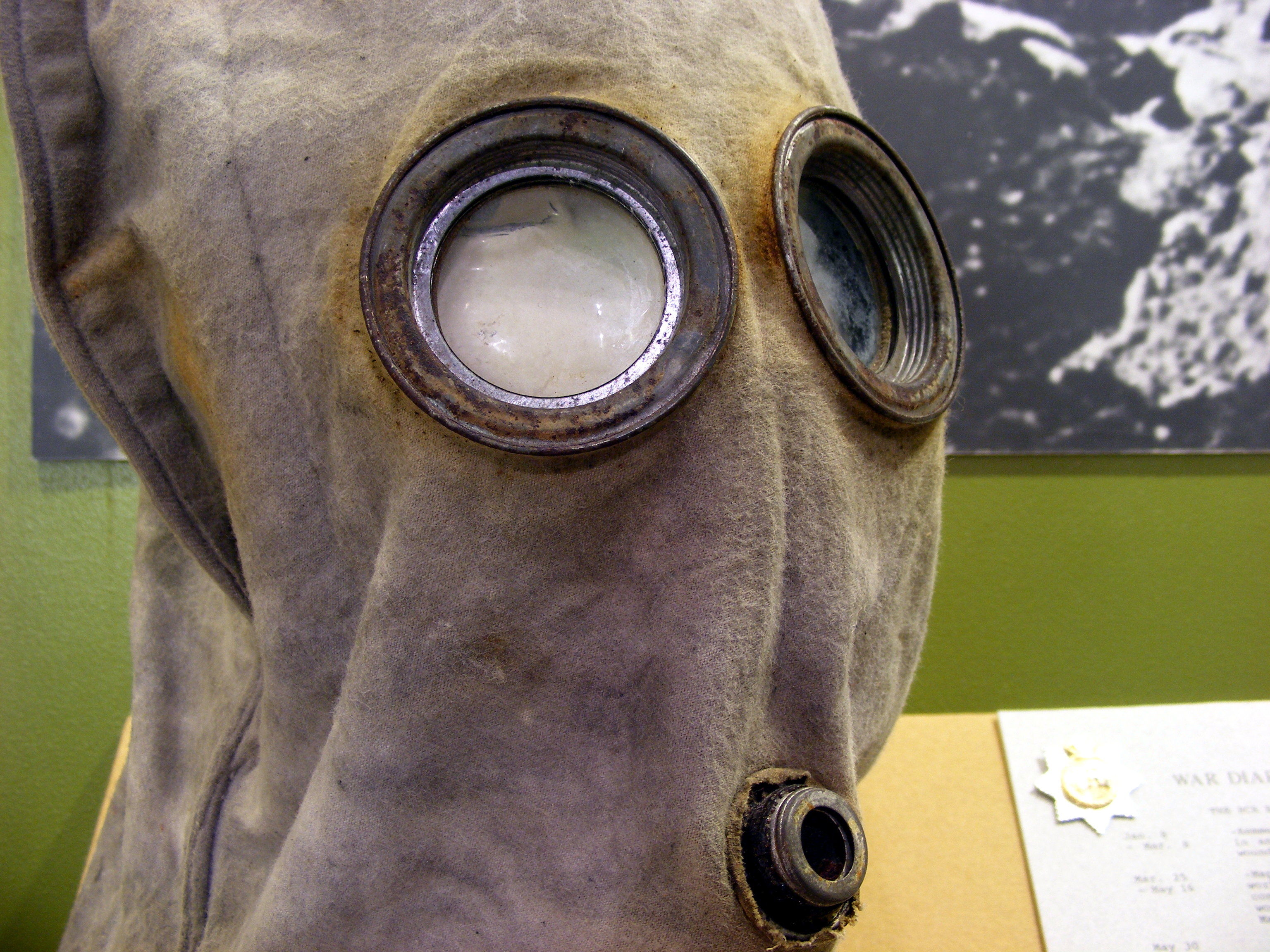
Brits PH-Helmet gasmasker uit 1915

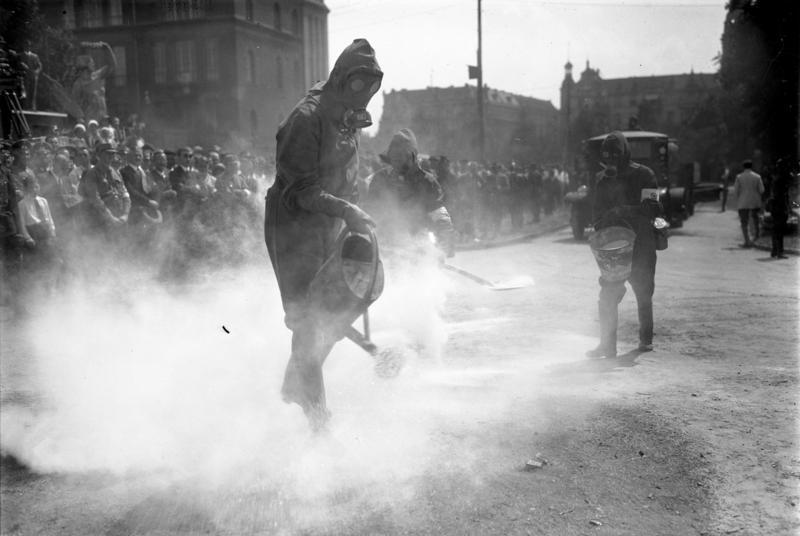
Decontaminatie-oefening. Berlijn, 1932

Een gasmasker is een ademhalingsbeschermingsmasker dat strak aansluit op het gezicht om de ogen, neus en mond, en met een luchtfilter om schadelijke vervuiling en gifstoffen uit de lucht te filteren. Gasmaskers worden in vredessituaties gebruikt om brandweermensen tegen giftige stoffen te beschermen of als PBM voor werkers in de chemische industrie, en in oorlogssituaties om bevolking en militairen te beschermen tegen strijdgassen. Tegen rook en verbrandingsgassen zoals koolmonoxide bieden gasmaskers enkel bescherming als men het juiste type filter gebruikt (zwarte band op de filter en vermelding CO).
Een eenvoudige versie is het vluchtmasker, dat maar kort bescherming biedt en zoals de naam al aangeeft alleen geschikt is om te ontsnappen uit een noodsituatie. In fabrieken waar gevaarlijke gassen als ammoniak of fosgeen gebruikt worden is het vaak verplicht om zo'n vluchtmasker altijd bij zich te dragen.

## Gebruik

Pictogram volgens DIN 4844-2 dat aangeeft dat ademhalingsbescherming verplicht is

Gasmaskers kregen hun bekendheid door militair gebruik tegen strijdgassen, wat de naam gasmasker verklaart. Gasmaskers kunnen echter zowel tegen gassen ingezet worden als tegen andere vormen van vervuiling die door de lucht gedragen worden (zoals de zogeheten deeltjesvervuiling, waarbij vaste stoffen in fijne deeltjes door de lucht verplaatst worden; rook is hiervan een voorbeeld).
Gasmaskers kunnen zowel ingezet worden met perslucht (al dan niet in zuurstoffles dan wel via een vaste slang) als met een filter. Filters hebben het voordeel dat ze lichter zijn dan zuurstofflessen maar men moet er wel zeker van zijn dat er niet alleen voldoende zuurstof aanwezig is in de te betreden ruimte maar ook dat de concentratie (uitgedrukt in ppm, parts per million) van gassen niet te hoog is. Bij geur, kleur en smaakloze gassen zoals koolstofmonoxide worden in regel zuurstofflessen gebruikt vanwege het feit dat deze gassen niet te detecteren zijn zonder speciale meetapparatuur. Als er bij deze producten dan toch een filter wordt gebruikt komt het vaak voor dat deze slechts eenmalig wordt gebruikt of dat het aantal uur van gebruik wordt genoteerd.
Buiten gasmaskers met luchtflessen en filters bestaan er ook nog de zogenaamde "rebreathers", deze zuiveren de uitgeademde lucht en circuleren die terug naar de gebruiker. Deze "rebreathers" werken op het principe van een chemische reactie, deze moet eerst in gang worden gezet voor gebruik. "Rebreathers" worden voornamelijk ingezet door militairen.

## Materiaal
Tot midden de jaren 20 van twintigste eeuw werden gasmaskers vaak gemaakt van hondenleer, omdat honden geen poriën hebben en het masker zo geen gassen doorlaat. Uiteindelijk werd leder meer en meer vervangen door natuurrubber of synthetisch rubber en werd het nog enkel gebruikt voor gasmaskers die werden gebruikt voor zeer specifieke toepassingen zoals het werken met bepaalde solventen of gassen die rubber aantasten. Tegenwoordig gebruikt men hiervoor eerder siliconen en wordt leder niet meer gebruikt voor het vervaardigen van gasmaskers.

## Soorten
Er zijn, over het algemeen, drie typen gasmaskers: filtratiemaskers, absorptie/adsorptiemaskers en reactie/uitwisselingsmaskers.

### Filtratiemaskers
Filtratiemaskers zijn gebaseerd op het idee dat de moleculen in "zuivere" lucht vrij klein zijn. De stoffen die voor de mens van belang zijn om in te ademen zijn namelijk zuurstof (O2) en stikstof (N2), beide niet erg groot. De meeste, schadelijke stoffen (met name de deeltjesvervuilers) hebben moleculen die groter zijn. Een simpel filter tegen schadelijke stoffen zou dus kunnen bestaan uit een ondoordringbaar materiaal met gaatjes erin waar moleculen zuurstof en stikstof doorheen kunnen, maar grotere moleculen niet. Voor veel schadelijke stoffen is dit bijzonder effectief.
Het nadeel van deze methode is dat de mens ademt met zijn longen. Naarmate de doorlatende gaatjes kleiner zijn, moet er meer druk achter de lucht zitten om voldoende zuurstof het lichaam in te persen. Aangezien de longen deze druk moeten opbouwen (door aan de binnenkant van het masker een onderdruk te veroorzaken), is er een limiet aan hoe klein de gaatjes kunnen worden gemaakt. Dat betekent dat de gaatjes vaak niet klein genoeg kunnen zijn om alle gassen weg te filteren. Daarvoor worden dus andere methodes gebruikt.

### Absorptie- en adsorptiemaskers
Absorptie en adsorptie zijn scheikundige eigenschappen vertoond door verschillende stoffen. Absorptie is een proces waarbij een stof in een andere stof wordt opgenomen. Adsorptie is een proces waarbij een stof vast blijft zitten op het oppervlak van een andere stof. Uiteraard kunnen beide processen gebruikt worden om zowel deeltjesvervuiling als gasvervuiling uit een luchtstroom te verwijderen. Voorbeelden van materialen die gebruikt worden als absorptie- of adsorptiesubstraten zijn actieve kool en zeolieten.
Het effect van deze stoffen kan zeer simpel en effectief zijn. Door een natte doek voor het gezicht te slaan (waarbij deeltjes rook oplossen in het water) is het vaak mogelijk om cruciale seconden te winnen bij het ontsnappen aan een brand.

### Reactie- en uitwisselingsmaskers
Het idee achter deze methode is dat gevaarlijke stoffen vaak makkelijker chemisch reageren dan de stoffen in "schone" lucht. Door een stof in het masker in te brengen die met veel stoffen reageert (een zuur bijvoorbeeld) kunnen verschillende, schadelijke stoffen uit de luchtstroom verwijderd worden. Een ander, bekend reagens voor maskers is hars. Er zijn verschillende soorten natuurhars en het kan ook kunstmatig gemaakt worden. Door meerdere soorten hars toe te passen kan een masker gemaakt worden dat verschillende gifstoffen aankan.
Als de gifstof in contact komt met het reagens, bindt het zich hieraan. Daardoor wordt de stof uit de luchtstroom verwijderd. Eventueel komt hierbij een (ongevaarlijk) reactieproduct vrij in de luchtstroom, waardoor men van stofuitwisseling kan spreken.

## Beperkingen
Gasmaskers kennen verschillende beperkingen, die van grote invloed zijn op het ontwerp van de maskers:
- De gebruiker van het masker kan aan velerlei giften blootgesteld worden. Zeker in het geval van militairen. Als men echter zeker weet dat het masker voor een specifiek doel moet dienen, kan dat het ontwerp aanzienlijk versimpelen en de kosten drukken. De vijand kan hier echter op inspelen door met een combinatie van gassen aan te vallen. Bijvoorbeeld eerst een gasaanval met fosgeen waardoor de soldaten de maskers opzetten, vervolgens een aanval met braakgas waartegen de maskers niet beschermen en waardoor de soldaten de maskers haastig afzetten om over te kunnen geven, en ten slotte nog een aanval met fosgeen tegen de nu onbeschermde soldaten.
- De bescherming van het masker is niet eeuwig. Filters raken bij het gebruik verstopt, absorptie- en adsorptiesubstraten raken verzadigd of bedekt (waardoor er geen contactoppervlak meer is voor de vervuiling in de luchtstroom), reagentia raken op. Als de bescherming uitgewerkt is moet de gebruiker een nieuwe beschermlaag in het masker aanbrengen of van filterbus of masker wisselen. Een vluchtmasker biedt maar 5 minuten bescherming.
- De gebruiker van het masker zal moeite hebben met ademhaling. De luchtstroom moet immers door een kleiner kanaal. Vooral voor brandweerlieden en militairen vormt dit een groot probleem, door het zware fysieke karakter van hun activiteiten.
- Een gasmasker filtert slechts, het voegt geen zuurstof toe. In een omgeving met verstikkende gassen en weinig zuurstof is het daarom nutteloos.
- Oudere gasmaskerfilters bevatten meestal asbest dat de longen zwaar kan beschadigen

Daarnaast moeten de maskers regelmatig nagekeken worden op beschadigingen. Een gasmasker dat niet luchtdicht is is vrijwel nutteloos. Ook het dragen van gezichtsbeharing kan de werking van het gasmasker tenietdoen.

## Geschiedenis
Er is niet één persoon die het gasmasker uitgevonden heeft. In 1887 waren er octrooien op gasmaskers en gelijkende uitvindingen. Een dergelijk ontwerp van Garrett A. Morgan uit 1912, ooit uitgevonden als een "veiligheidskap en rookafweerder", werd geoctrooieerd in 1914. Het was een simpel apparaat bestaande uit een katoenen kap en twee slangen die tot op de vloer hingen waardoor de gebruiker de veiligere lucht in kon ademenen die daar tijdens een brand zou hangen.
Morgan kreeg bekendheid met zijn ontwerp toen hij in 1916 samen met zijn broer en twee vrijwilligers een groot aantal mannen wist te redden tijdens een brand in de Cleveland Waterwerkentunnels onder het Eriemeer.
In het begin van de Eerste Wereldoorlog maakten soldaten van het Canadese leger noodmaskers tegen de chloorgaswapens van de Duitsers door vodden gedrenkt in urine tegen hun gezicht te drukken.
Tijdens de Eerste Wereldoorlog moesten de Duitse soldaten aan het Westfront de gasmaskers zelf beproeven. Deze test gebeurde in een kleine bunker waar soldaten met een gasmasker in moesten staan. Met een signaalrevolver werd een gaspatroon afgeschoten. De soldaten moesten in de gaten houden of ze normaal konden blijven ademhalen.

## Training en ergonomie
Handboeken en richtlijnen voor de selectie en het gebruik van ademhalingsmaskers.
Dus bij langdurig gebruik hoofdpijn; dermatitis en acne kunnen optreden. Het Britse HSE-handboek beveelt aan om het gebruik van ademhalingstoestellen zonder luchttoevoer (dat wil zeggen - geen PAPR en geen luchttoevoerende ademhalingstoestellen) te beperken tot 1 uur.